# Oswald Poche
Julius Wilhelm Oswald Poche (* 28. Januar 1908 in Brandenburg an der Havel; † 22. September 1962 in Dannenberg) war ein deutscher Oberregierungsrat und SS-Obersturmbannführer, der als Leiter der Gestapo in Frankfurt am Main und danach als Kommandeur des Einsatzkommandos 2 am Mord an den Juden beteiligt war.

## Leben
Zum 1. Dezember 1930 trat Poche der NSDAP bei (Mitgliedsnummer 378.342) und wurde später Mitglied der SS (SS-Nummer 267.316). Seinen höchsten Dienstgrad erreichte er mit der Beförderung zum Obersturmbannführer mit Wirkung zum 30. Januar 1939. Als Inspekteur der Sicherheitspolizei und des SD (IdS) in der Staatspolizeileitstelle Stettin mit Zuständigkeit für die Provinz Pommern löste Poche im Dezember 1939 Heinrich Seetzen ab. Poche übte die Funktion bis in das Frühjahr 1941 aus, sein Nachfolger wurde Otto Hellwig.
Im März 1941 wurde Poche zum Leiter der Staatspolizeistelle Frankfurt am Main ernannt. Der Gauleiter von Hessen-Nassau, Jakob Sprenger, in dessen Gebiet Frankfurt lag, verfolgte die Politik, Frankfurt „judenrein“ zu machen, und übertraf noch dabei die Anweisungen aus Berlin auf extreme Art. Diese Politik setzte Poche mit den Mitteln der Gestapo um. Zwischen 10. Oktober 1941 und 24. September 1942 organisierte die Frankfurter Staatspolizeistelle in zehn großen Deportationen die Verschleppung von etwa 10.000 Personen in die Konzentrations- und Vernichtungslager. Poche leitete zusammen mit dem Leiter der Abteilung II, Kriminalrat Ernst Grosse, die Einsatzkräfte bei allen diesen Deportationen. Nachdem im Herbst 1942 die Deportation der Juden aus Frankfurt im Wesentlichen abgeschlossen war, nahm die Frankfurter Gestapo Maßnahmen vor, um eigentlich vor Deportationen (noch) geschützte Juden der Vernichtung auszuliefern: Juden, die in „Mischehen“ lebten, „Weltkriegskämpfer“ und Rüstungsarbeiter sollten nicht deportiert werden. Durch ein System von Spitzeln und schärfster Überwachung ließ die Frankfurter Gestapo solche privilegierten Juden wegen Bagatell-„Delikten“ wie Verdeckung des Judensterns oder ordnungswidrigem Antrag auf eine Kohlenzuteilung in das KZ einweisen, von wo sie in den Osten deportiert und ermordet wurden. Die führenden Personen in Frankfurt waren dabei Oswald Poche als Gestapo-Chef, Abteilungsleiter Ernst Grosse und der Judenreferent Heinrich Baab.
Ab September 1943 leitete er als Nachfolger von Reinhard Breder das Einsatzkommando 2, das beim Überfall auf die Sowjetunion Teil der Einsatzgruppe A war. Das Einsatzkommando verübte 1941/42 Massenmorde an Juden und Politkommissaren im Gefolge der Heeresgruppe Nord. 1943 war an der nördlichen Ostfront die Zeit des Bewegungskrieges Richtung Osten vorbei. Das Einsatzkommando 2 wurde dementsprechend eine ortsfeste Einheit, die dem KdS Lettland/Riga unterstellt war. In Porchow wurde Poche Anfang 1944 bei einem Sprengstoffanschlag sowjetischer Partisanen schwer verwundet. Er kehrte zu einem Genesungsurlaub nach Frankfurt zu seiner Frau und den beiden Söhnen zurück. Ab 1. Mai 1944 trat er eine neue Stellung als KdS im norwegischen Tromsø an, wo er SS-Sturmbannführer Kurt Stage ablöste. Diesen Posten hatte er bis Januar 1945 inne und wurde hier von SS-Obersturmbannführer Helmut Tanzmann abgelöst, der bis Kriegsende dort verblieb. Im April 1945 wurde Poche zum RSHA nach Berlin befohlen, wohin er auch gelangte. Von dort schlug er sich nach kurzer Zeit Richtung Westen nach Hamburg durch. Dort beschaffte er sich falsche Papiere auf den Namen des Schwagers seiner Ehefrau, tauchte nach Kriegsende unter und lebte unter dem falschen Namen „Koch“ mit seiner Familie in Salzwedel, wo er sich als Handlungsreisender betätigte. Er verstarb in einem Krankenhaus in Dannenberg.